# Couepia polyandra
Couepia polyandrae es una especie de árbol que  pertenece a la familia Chrysobalanaceae. Llega a medir hasta 30m de altura. Flores con pétalos blanco y perfumadas. Tiene una distribución potencial en el Golfo de México de Veracruz a Quintana Roo y por el Pacífico del sur de Sinaloa hasta Chiapas, así como algunos estados del centro como Puebla y Morelos. Su hábitat son las selvas bajas caducifolias. Se aprovechan con fines alimenticios sus frutos.

## Clasificación y descripción
Es un árbol de 6-30 m de alto y un diámetro de hasta 40 cm, a veces con varios troncos desde la base con fuste irregular y copa dispersa; la corteza es de color verde pardo, lisa a ligeramente escamosa, se desprende en pequeñas piezas cuadrangulares, presenta lenticelas en las ramas jóvenes. Tiene hojas simples dispuestas en espiral, oblongas a oblongo-elípticas con márgenes enteros, de 6.0-12.5 cm de largo, 2.3-7.2 cm de ancho; haz de color verde oscuro brillante, glabras cuando maduras, pubescentes cuando jóvenes, el envés es de color gris verdusco, densamente aracnoide, el ápice acuminado, el acumen de 0.5-10.0 mm de largo, la base redondeada a anchamente cuneada; los nervios 8-15 pares, el nervio medio y los secundarios ligeramente impresos en el haz, prominentes en el envés, el nervio medio del haz pubescente cuando joven; los pecíolos de 0.7-1.0 cm de largo, 1.8-2.5 mm de diámetro, las 2 glándulas medias inconspicuas; presenta numerosas estípulas de 1.5-2.0 mm de largo, caducas. Presenta inflorescencias axilares y terminales densas, paniculadas, de 3 a 6 cm de largo, con densa pubescencia aracnoide blanca, los pelos pardo claros, el pedúnculo de 0.4-0.5 mm de largo, 1.6-2.0 mm de grueso, puberulento, las brácteas y las bractéolas ovadas, de 1.5-2.3 mm de largo, tomentosas, caducas. Flores dulcemente perfumadas con los pedicelos de 1.5-3.0 mm de largo, 0.5-0.7 mm de diámetro, tomentosos, zigomorfas, las flores se encuentran sobre receptáculo semicilíndrico, elongados, de 4.5-6.5 mm de largo, anchamente elípticos, muy abiertos, reflejos; cáliz con cinco sépalos, lóbulos ovados, de 3.0-3.7 mm de largo, 1.8-2.2 mm de ancho, tomentosos, el ápice redondeado; pétalos blancos, ovados o anchamente elípticos, de 3.6-4.5 mm de largo, 1.9-2.7 mm de ancho, pubescentes, los márgenes ciliados, el ápice agudo; estambres 11-21, libres, con escasos estaminodios opuestos a ellos, de 0.7-0.8 cm de largo, glabros, las anteras de 0.6-0.7 mm de largo, 0.3-0.4 mm de ancho, glabras; ovario ovado, de 1.3-1.5 mm de alto, 0.9-1.2 mm de diámetro, piloso, el estilo de 7-8 mm de largo, 0.2-0.3 mm de ancho, pubescente en la mitad proximal de su longitud, el estigma truncado. Presenta como fruto una drupa elipsoide a obovoide, de 2.7-4.3 cm de largo, 1.7-2.0 cm de diámetro, el exocarpo liso, glabro, el mesocarpo grueso, carnoso, el endocarpo delgado, frágil, con textura fibrosa, glabro.

## Distribución y ambiente
Se presenta en la selva mediana subperennifolia y subcaducifolas medianas y bajas caducifolias, en suelos arenosos de vega de río. En México (Chiapas, Guerrero, Jalisco, Nayarit, Oaxaca, Tabasco y Veracruz) y Centroamérica (Belice, Costa Rica, El Salvador, Guatemala, Honduras, Nicaragua y Panamá).

## Nombres comunes
- Carnero, Fraile Palo de fraile (Oaxaca), Guayabillo de tinta (Sinaloa), Guayo (Chiapas), Uspí/Juspí/Pío (Tabasco), Olozapote y Olo sapo.[3][2]
- Zapote amarillo, Zapotillo (Español)
- Us piib, Uspib (Maya)
- Pi-ja (Totonaco)[1]

## Usos
Sus frutos son comestibles tienen un sabor dulce muy agradable y una textura algo pastosa.